# Palamocladium wilkesianum
Palamocladium wilkesianum är en bladmossart som beskrevs av C. Müller 1896. Palamocladium wilkesianum ingår i släktet Palamocladium och familjen Brachytheciaceae. Inga underarter finns listade i Catalogue of Life.